# Davis Elkins

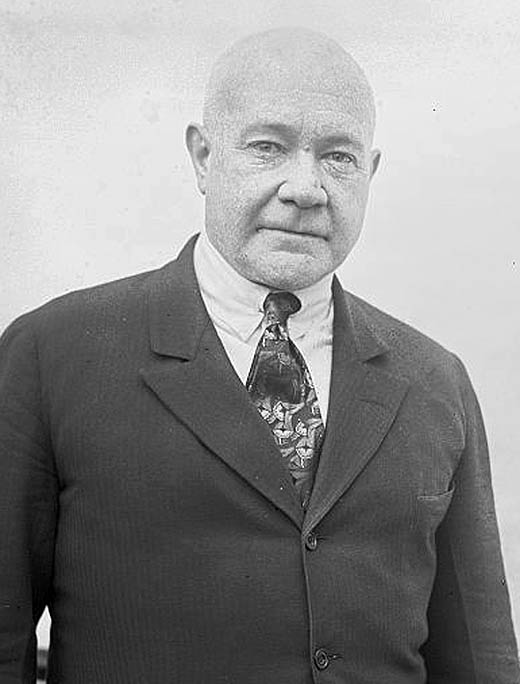
Davis Elkins.

Davis Elkins, född 24 januari 1876 i Washington, D.C., död 5 januari 1959 i Richmond, Virginia, var en amerikansk republikansk politiker, bankman och industriman. Han representerade delstaten West Virginia i USA:s senat från 9 januari fram till 31 januari 1911 och på nytt 1919-1925.
Elkins morfar Henry G. Davis var senator för West Virginia 1871-1883 och demokraternas vicepresidentkandidat i presidentvalet i USA 1904. Henry G. Davis var också en mycket förmögen bankman och industriman. Även Elkins far Stephen Benton Elkins var industriman och senator för West Virginia, dessutom USA:s krigsminister 1891-1893.
Elkins gick i internatskolan Phillips Academy och studerade vid Harvard University. Han deltog i spansk-amerikanska kriget och i första världskriget i USA:s armé. I likhet med sin far och till skillnad från morfadern, gick Elkins med i republikanerna.
Fadern Stephen Benton Elkins avled 1911 i ämbetet. Davis Elkins blev utnämnd till senaten till dess att delstatens lagstiftande församling kunde välja en efterträdare. Han efterträddes redan efter tre veckor av demokraten Clarence W. Watson. Senator Nathan Goff bestämde sig för att inte kandidera till omval i senatsvalet 1918. Elkins, som just hade tjänstgjort i Frankrike i första världskriget, vann valet. Elkins kandiderade inte till omval i 1924 års senatsval.
Elkins dotter Katherine var under en tid förlovad med Viktor Emanuel III:s kusin Luigi Amedeo.
Elkins ägde järnvägsbolaget Washington & Old Dominion Railroad Company 1936-1956. Hans grav finns på Maplewood Cemetery i Elkins i West Virginia.